# Carl Doehmann
Karl Döhmann, né le 24 août 1892 à Lemgo et mort le 3 octobre 1982 à Berlin est un dadaïste allemand, qui a participé au mouvement Dada à Berlin sous le pseudonyme de Daimonides.

## Sources
- (de) Bernhard Rusch, « Karl Döhmann – Eine dadaistische Nebenfigur », dans Eckhard Faul, Hugo Ball Almanach, 2021 (ISBN 978-3-96707-498-7, DOI doi.org/10.5771/9783967074994-103)